# نصرآباد (نائین)
نصرآباد یک منطقهٔ مسکونی در ایران است که در بخش مرکزی شهرستان نائین(لای سیاه) در استان اصفهان واقع شده‌است. نصرآباد ۱۸ نفر جمعیت دارد. 